# NGC 872
NGC 872 ist eine Spiralgalaxie vom Hubble-Typ Sc im Sternbild Walfisch südlich der Ekliptik. Sie ist schätzungsweise 191 Millionen Lichtjahre von der Milchstraße entfernt und hat einen Durchmesser von etwa 85.000 Lj. 
Das Objekt wurde am 15. Oktober 1886 von Francis Preserved Leavenworth entdeckt.